# Prunus tetradenia
Prunus tetradenia är en rosväxtart som beskrevs av Emil Bernhard Koehne. Prunus tetradenia ingår i släktet prunusar, och familjen rosväxter. Inga underarter finns listade i Catalogue of Life.